# Maarten Neyens
Maarten Neyens (* 1. März 1985 in Brasschaat) ist ein ehemaliger belgischer Radrennfahrer.

## Sportliche Laufbahn
Maarten Neyens ist ein Sohn des ehemaligen Radprofis Jacques Neyens. Er begann seine Karriere 2004 bei dem belgischen Radsportteam Jartazi Granville. Ab 2005 fuhr er für das Continental Team Bodysol-Win for Life-Jong Vlaanderen. In seinem ersten Jahr dort entschied er die Gesamtwertung der Ronde van Antwerpen für sich. 2006 wurde er Fünfter bei Triptyque des Monts et Châteaux und gewann jeweils eine Etappe bei der Ronde van Vlaams-Brabant und bei der Tour de Namur. In der Saison 2007 gewann er ein Teilstück bei Triptyque des Monts et Châteaux. 2013 beendete er seine Radsportlaufbahn.

## Erfolge
2007
- eine Etappe Triptyque des Monts et Châteaux

## Teams
- 2004 Jartazi Granville
- 2005 Bodysol-Win for Life-Jong Vlaanderen
- 2006 Bodysol-Win for Life-Jong Vlaanderen
- 2007 Davitamon-Win for Life-Jong Vlaanderen
- 2008 Topsport Vlaanderen
- 2009 Topsport Vlaanderen-Mercator
- 2010 Topsport Vlaanderen-Mercator
- 2011 Omega Pharma-Lotto
- 2012 Lotto Belisol Team
- 2013 Lotto Belisol